# Distrikt Chupa
Der Distrikt Chupa liegt in der Provinz Azángaro in der Region Puno in Südost-Peru. Der Distrikt wurde am 2. Mai 1854 gegründet. Er besitzt eine Fläche von 152 km². Beim Zensus 2017 wurden 6835 Einwohner gezählt. Im Jahr 1993 betrug die Einwohnerzahl 15.238, im Jahr 2007 13.746. Sitz der Distriktverwaltung ist die 3840 m hoch gelegene Ortschaft Chupa mit 875 Einwohnern (Stand 2017). Chupa befindet sich 31,5 km südsüdöstlich der Provinzhauptstadt Azángaro.

## Geographische Lage
Der Distrikt Chupa befindet sich im Andenhochland im Südosten der Provinz Azángaro. Er liegt am östlichen Nordufer der Laguna Arapa. Im Osten reicht der Distrikt bis 10,5 km an das Nordwestufer des Titicacasees heran.
Der Distrikt Chupa grenzt im Westen an den Distrikt Arapa, im Nordosten an den Distrikt Pedro Vilca Apaza (Provinz San Antonio de Putina) sowie im Osten an den Distrikt Huancané (Provinz Huancané).

## Ortschaften
Im Distrikt gibt es neben dem Hauptort folgende größere Ortschaften:
- Caminocolla (317 Einwohner)
- Chiña Chiña (263 Einwohner)
- Chocco (356 Einwohner)
- Chucahuancas